# Austriacka Formuła 3 Sezon 2009
Austriacka Formuła 3 Sezon 2009 – dwudziesty siódmy sezon Austriackiej Formuły 3.

## Kalendarz wyścigów
| Runda | Data            | Tor           | Pole position   | Najszybsze okrążenie | Zwycięzca (kierowcy) | Zwycięzca (zespoły) |
| ----- | --------------- | ------------- | --------------- | -------------------- | -------------------- | ------------------- |
| 1     | 25 kwietnia     | Hockenheim    | Francesco Lopez | Francesco Lopez      | Francesco Lopez      | Franz Wöss Racing   |
| 2     | 26 kwietnia     | Hockenheim    | Francesco Lopez | Francesco Lopez      | Francesco Lopez      | Franz Wöss Racing   |
| 3     | 16 maja         | Lausitz       | Francesco Lopez | Francesco Lopez      | Francesco Lopez      | Franz Wöss Racing   |
| 4     | 17 maja         | Lausitz       | Francesco Lopez | Francesco Lopez      | Francesco Lopez      | Franz Wöss Racing   |
| 5     | 24 lipca        | Hockenheim    | Francesco Lopez | Francesco Lopez      | Francesco Lopez      | Franz Wöss Racing   |
| 6     | 25 lipca        | Hockenheim    | Francesco Lopez | Francesco Lopez      | Francesco Lopez      | Franz Wöss Racing   |
| 7     | 4 września      | Pannónia-Ring | Tamás Muskát    | Nikolas Kvasai       | Nikolas Kvasai       | MKB Racing          |
| 8     | 5 września      | Pannónia-Ring | Nikolas Kvasai  | Nikolas Kvasai       | Nikolas Kvasai       | MKB Racing          |
| 9     | 3 października  | Salzburg      | Francesco Lopez | Francesco Lopez      | Francesco Lopez      | Franz Wöss Racing   |
| 10    | 4 października  | Salzburg      | Francesco Lopez | Francesco Lopez      | Francesco Lopez      | Franz Wöss Racing   |
| 11    | 16 października | Hockenheim    | Francesco Lopez | Francesco Lopez      | Francesco Lopez      | Franz Wöss Racing   |
| 12    | 17 października | Hockenheim    | Francesco Lopez | Francesco Lopez      | Francesco Lopez      | Franz Wöss Racing   |

## Klasyfikacja kierowców
| Legenda oznaczeń w tabelach wyników Wyświetl szablon na nowej stronie | Legenda oznaczeń w tabelach wyników Wyświetl szablon na nowej stronie                                                                     |
| Oznaczenie                                                            | Wyjaśnienie |
| --------------------------------------------------------------------- | --- |
| Złoty                                                                 | Zwycięzca lub mistrzostwo |
| Srebrny                                                               | 2. miejsce lub wicemistrzostwo |
| Brązowy                                                               | 3. miejsce lub II wicemistrzostwo |
| Zielony                                                               | Ukończył, punktował (w klasyfikacji generalnej, gdy zdobył co najmniej jeden punkt na przestrzeni sezonu, poza trzema powyższymi opcjami) |
| Niebieski                                                             | Ukończył, nie punktował (w klasyfikacji generalnej, gdy nie zdobył co najmniej jednego punktu na przestrzeni sezonu)                      |
| Czerwony                                                              | Nie zakwalifikował się (NZ) |
| Czerwony                                                              | Nie prekwalifikował się (NPK) |
| Różowy                                                                | Nie ukończył (NU) |
| Różowy                                                                | Niesklasyfikowany (NS) (w klasyfikacji generalnej, gdy nie został sklasyfikowany w żadnym wyścigu sezonu)                                 |
| Czarny                                                                | Zdyskwalifikowany (DK) |
| Czarny                                                                | Wykluczony (WYK/EX) |
| Biały                                                                 | Nie wystartował (NW) |
| Biały                                                                 | Kontuzjowany (K/INJ) |
| Biały                                                                 | Wyścig odwołany (OD/C) |
| Bez koloru                                                            | Został wycofany (WYC/WD) |
| Bez koloru                                                            | Nie przybył (NP/DNA) |
| Bez koloru                                                            | Nie brał udziału w treningach (NT/DNP) |
| Bez koloru                                                            | Nie został zgłoszony (–) |
| Pogrubienie                                                           | Start z pole position |
| Kursywa                                                               | Najszybsze okrążenie wyścigu |
| †                                                                     | Nie ukończył, ale jego rezultat został zaliczony ze względu na przejechanie więcej niż 90% dystansu wyścigu.                              |
| *                                                                     | Sezon w trakcie |
| 1/2/3                                                                 | Punktowana pozycja w sprincie kwalifikacyjnym                                                                                             |
| Lista systemów punktacji Formuły 1                                    | |

| Poz. | Kierowca                | Zespół            | HOC | HOC | LAU | LAU | HOC | HOC | PAN | PAN | SAL | SAL | HOC | HOC | Punkty |
| ---- | ----------------------- | ----------------- | --- | --- | --- | --- | --- | --- | --- | --- | --- | --- | --- | --- | ------ |
| 1    | Francesco Lopez         | Franz Wöss Racing | 1   | 1   | 1   | 1   | 1   | 1   | -   | -   | 1   | 1   | 1   | 1   | 100    |
| 2    | Christian Zeller        | Christian Zeller  | 3   | NU  | 2   | 2   | NU  | 3   | -   | -   | 2   | 2   | 2   | 2   | 60     |
| 3    | Marcel Tobler           | Jo Zeller Racing  | -   | -   | -   | -   | 2   | 2   | -   | -   | 5   | 3   | -   | -   | 26     |
| 3    | Heinz Baltensperger     | BSR               | -   | -   | -   | -   | 3   | 6   | -   | -   | 7   | 6   | 3   | 3   | 26     |
| 5    | Daniel Eyler            | Daniel Eyler      | 4   | 3   | 4   | 4   | NU  | 5   | -   | -   | -   | -   | -   | -   | 25     |
| 6    | Wolfgang Faul           | Wolfgang Faul     | 5   | 4   | 5   | NU  | -   | -   | -   | -   | 8   | 5   | -   | -   | 22     |
| 7    | Daniel Roider           | Jo Zeller Racing  | -   | -   | -   | -   | 4   | 4   | -   | -   | 4   | 4   | -   | -   | 20     |
| 7    | Nikolas Kvasai          | MKB Racing        | -   | -   | -   | -   | -   | -   | 1   | 1   | -   | -   | -   | -   | 20     |
| 9    | Raivo Tamm              | TT Racing         | 2   | 2   | -   | -   | -   | -   | -   | -   | -   | -   | -   | -   | 16     |
| 10   | Bernd Deuling           | TT Racing         | -   | -   | 3   | 3   | -   | -   | -   | -   | -   | -   | -   | -   | 12     |
| 11   | Tamás Muskát            | Tamás Muskát      | -   | -   | -   | -   | -   | -   | NU  | 2   | -   | -   | -   | -   | 8      |
| 11   | Florian Schnitzenbaumer | Franz Wöss Racing | -   | -   | -   | -   | -   | -   | -   | -   | 3   | 7   | -   | -   | 8      |
| 13   | Roland Müller           | Jo Zeller Racing  | -   | -   | -   | -   | -   | -   | -   | -   | 6   | 8   | -   | -   | 4      |